# Socrate Safo
Pour les articles homonymes, voir Safo (homonymie).
Socrate Safo est un réalisateur, cinéaste et directeur des arts créatifs ghanéen à la Commission nationale de la culture (NCC) du Ghana. 
Il est une figure éminente de Ghallywood et directeur de Move Africa Productions.

## Biographie
Socrate Safo a commencé sa carrière de cinéaste alors qu'il travaillait en tant que concierge dans une salle de cinéma mais au départ il avait suivi une formation pour devenir mécanicien d'automobile. Durant cette période, en 1992, il réalise Ghost Tearsen, film qui rencontre un succès commercial. Cette œuvre a popularisé le film de fantôme auprès du public ghanéen.
Safo occupait le poste de Chargé des relations publiques au sein de l'Association des producteurs de films du Ghana. Il a été mis en avant dans le documentaire VICE de 2011 intitulé The Sakawa Boys, qui explorait l'impact de Safo sur le mouvement Sakawa au Ghana. Selon ses dires, Safo aurait réalisé plus de 100 films entre 1988 et 2011, moment où le documentaire a été tourné. En 2015, il ferma Movie Africa Studio à cause d'un Dumsor.
En juin 2017, Safo a été promu au poste de directeur des arts créatifs à la CCN, après avoir occupé le poste de secrétaire exécutif au sein de l'organisation (CCN).
En mai 2020, il a été désigné par Barbara Oteng Gyasi pour présider le comité de classification des films, établi sous l'égide de l'Autorité nationale du film au Ghana. Ce comité a pour mission de réguler et de soutenir le développement de l'industrie cinématographique ghanéenne,. En 2021, il annonce sa décision de prendre sa retraite du monde du cinéma.

## Récompenses et nominations
| Année | Organisation       | Prix                     | Travail     |
| ----- | ------------------ | ------------------------ | ----------- |
| 2010  | Ghana Movie Awards | Best Directing - English | Adults Only |